# Bård Guttormsson
Bård Guttormsson eller Bård på Rein, död 1194, var en norsk birkebeinerhövding. Han tillhörde Reinsätten som härstammade från Skule kongsfostre. 
Fadern hade tillhört Sigurd Munns och Håkon Herdebreis parti, och Bård slöt sig tidigt till kung Sverre. Han nämns 1181 som dennes lendmann. Efter sin första hustrus död äktade han Sigurd Munns dotter Cecilia Sigurdsdatter och fick med henne sonen Inge, kung i Norge 1204–1217. Efter Cecilias död gifte sig Bård med Rangdid Erlingsdotter. Hon tillhörde en lendmannsätt från Valdres. Bland hans fem barn från detta äktenskap märks den senare hertig Skule. Bård blev svårt sårad i slaget i Florvåg och dog kort efter i Bergen. Han blev gravlagd i Kristkirken i Nidaros vid sidan av andra hustrun Cecilia.